# Colias leechi
Colias leechi é uma borboleta na família Pieridae. Ela foi descrita a partir do Leste Paleártico "In ramificationibus occidentalibus montium Himalayensium in valle Chonging" (17.000 pés (de 5.20017 000 pés (5 200 m) de altitude).

## Taxonomia
Outrora foi descrita como uma variedade de Colias eogene. O Global Lepidoptera Names Index trata leechi como Colias staudingeri ssp. leechi.
Contudo, foi aceite como uma espécie por Josef Grieshuber & Gerardo Lamas.